# Scolopia crenata
Scolopia crenata är en videväxtart som först beskrevs av Robert Wight och Arn., och fick sitt nu gällande namn av Dominique Clos. Scolopia crenata ingår i släktet Scolopia och familjen videväxter. Inga underarter finns listade i Catalogue of Life.

## Bildgalleri

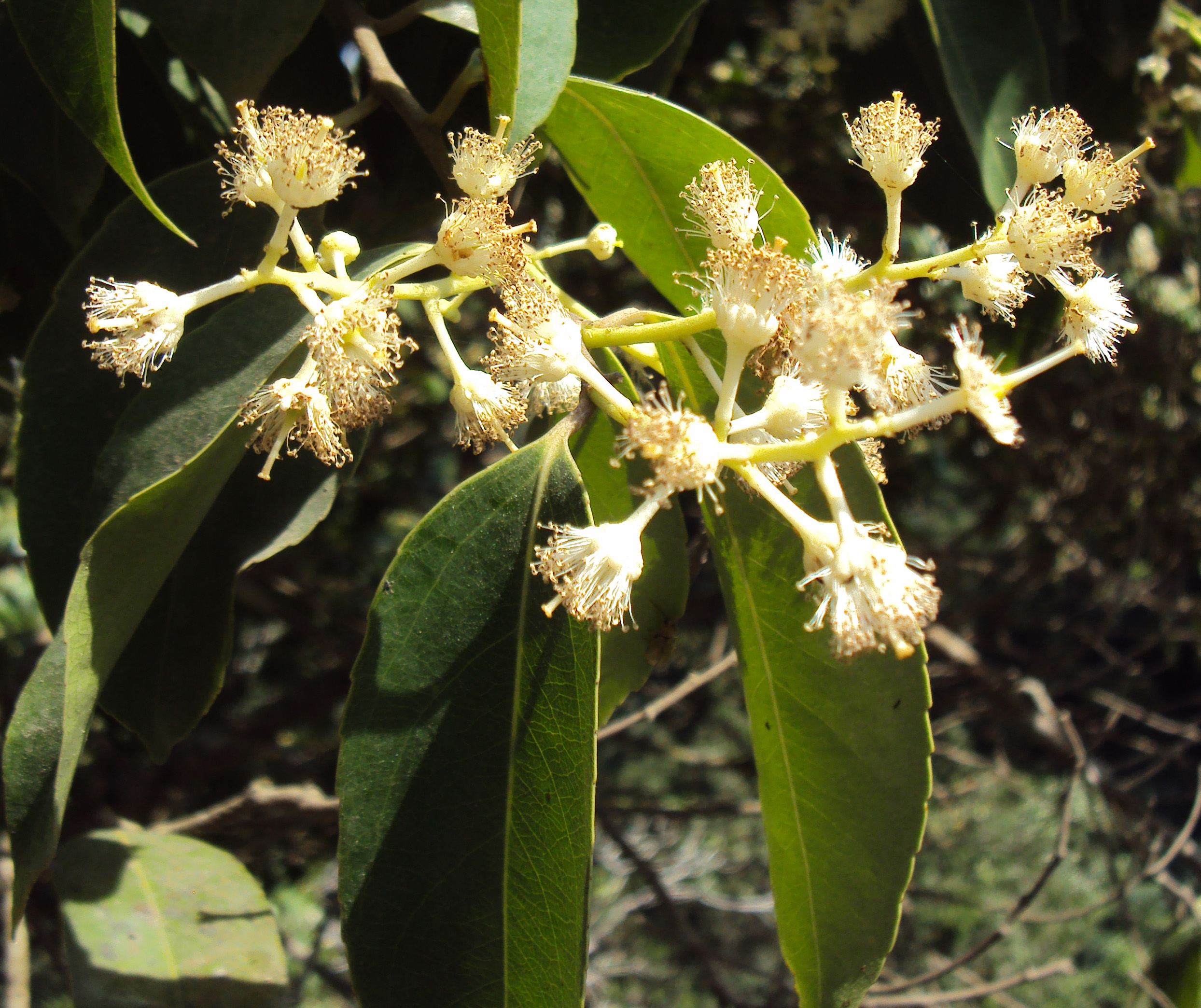
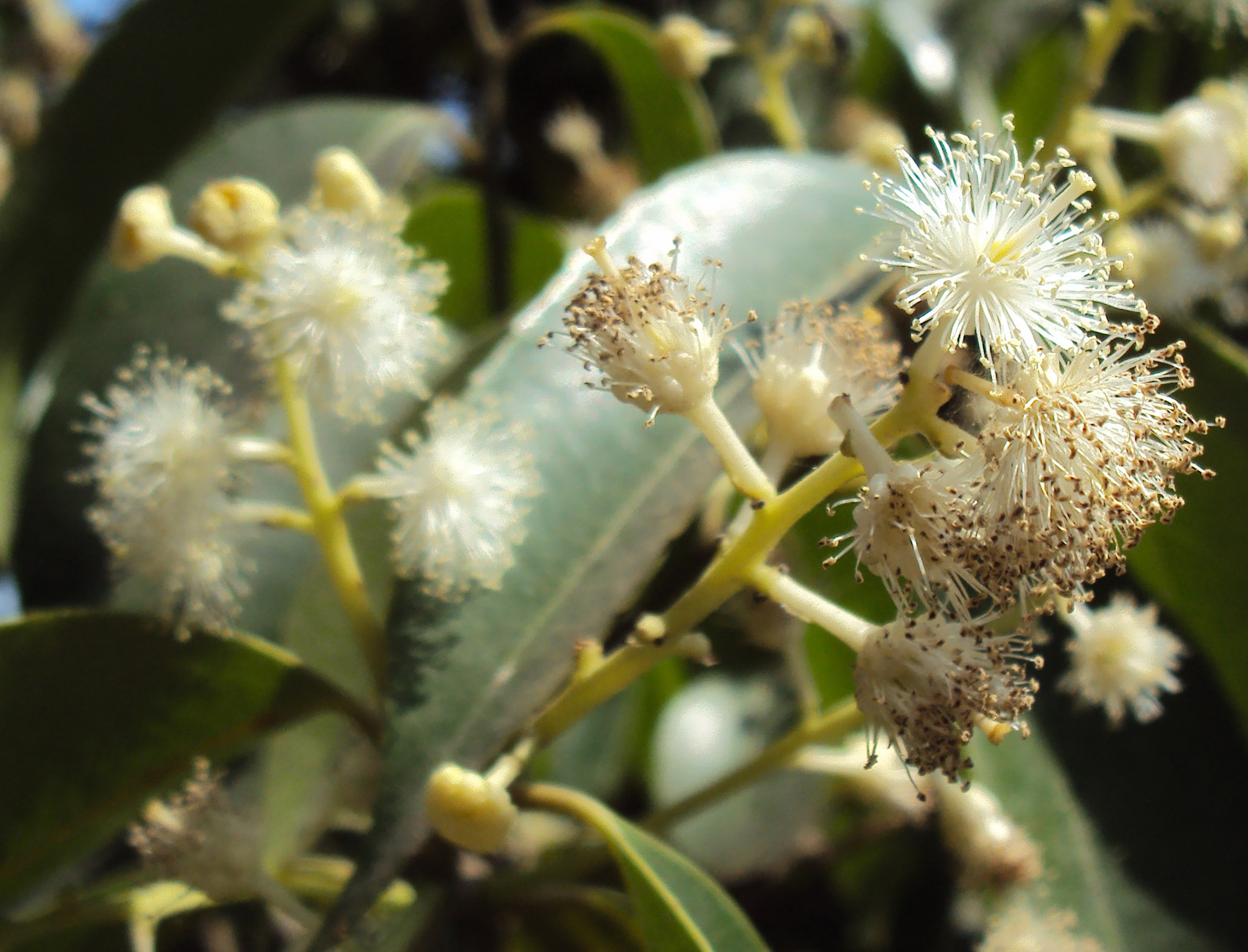
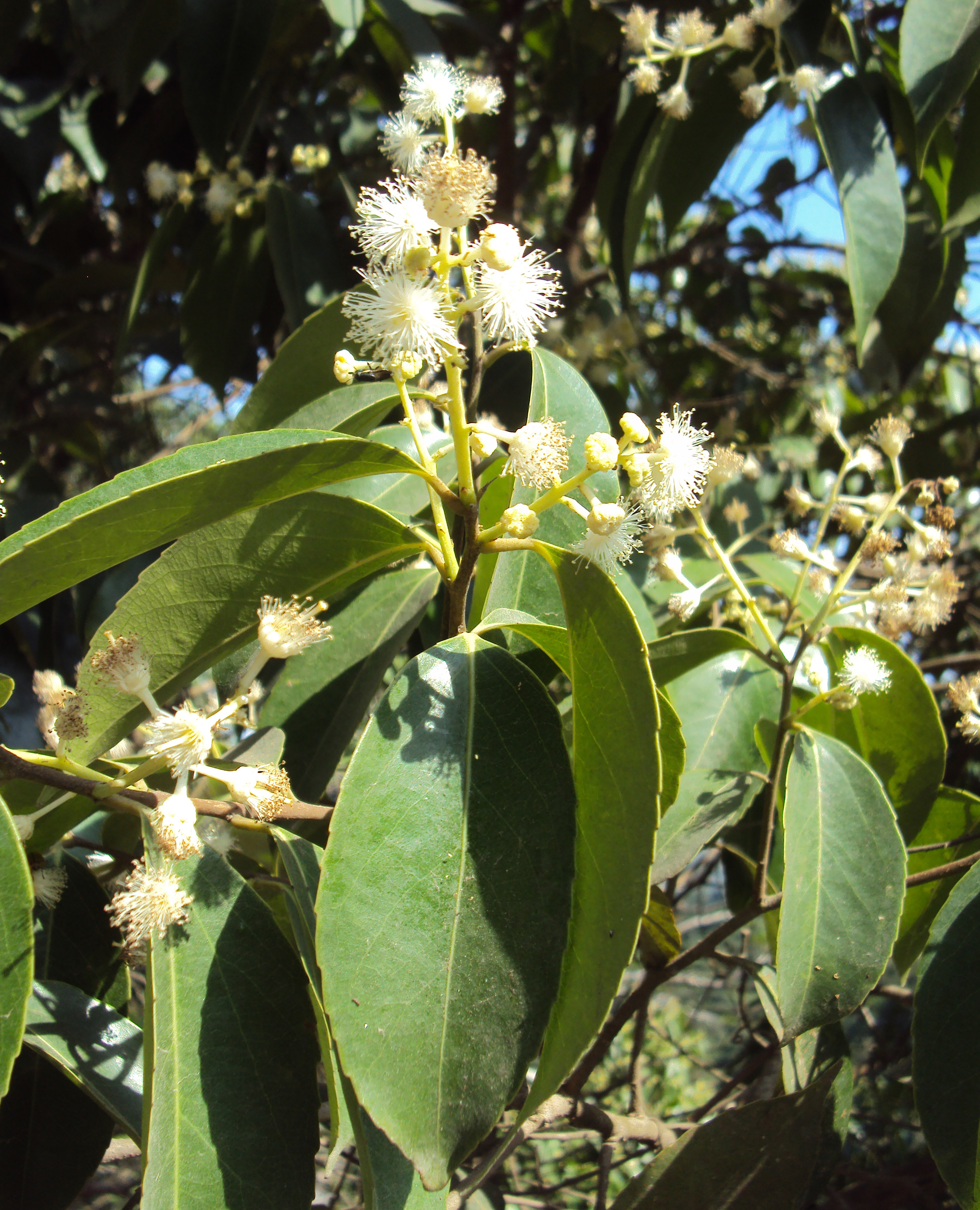
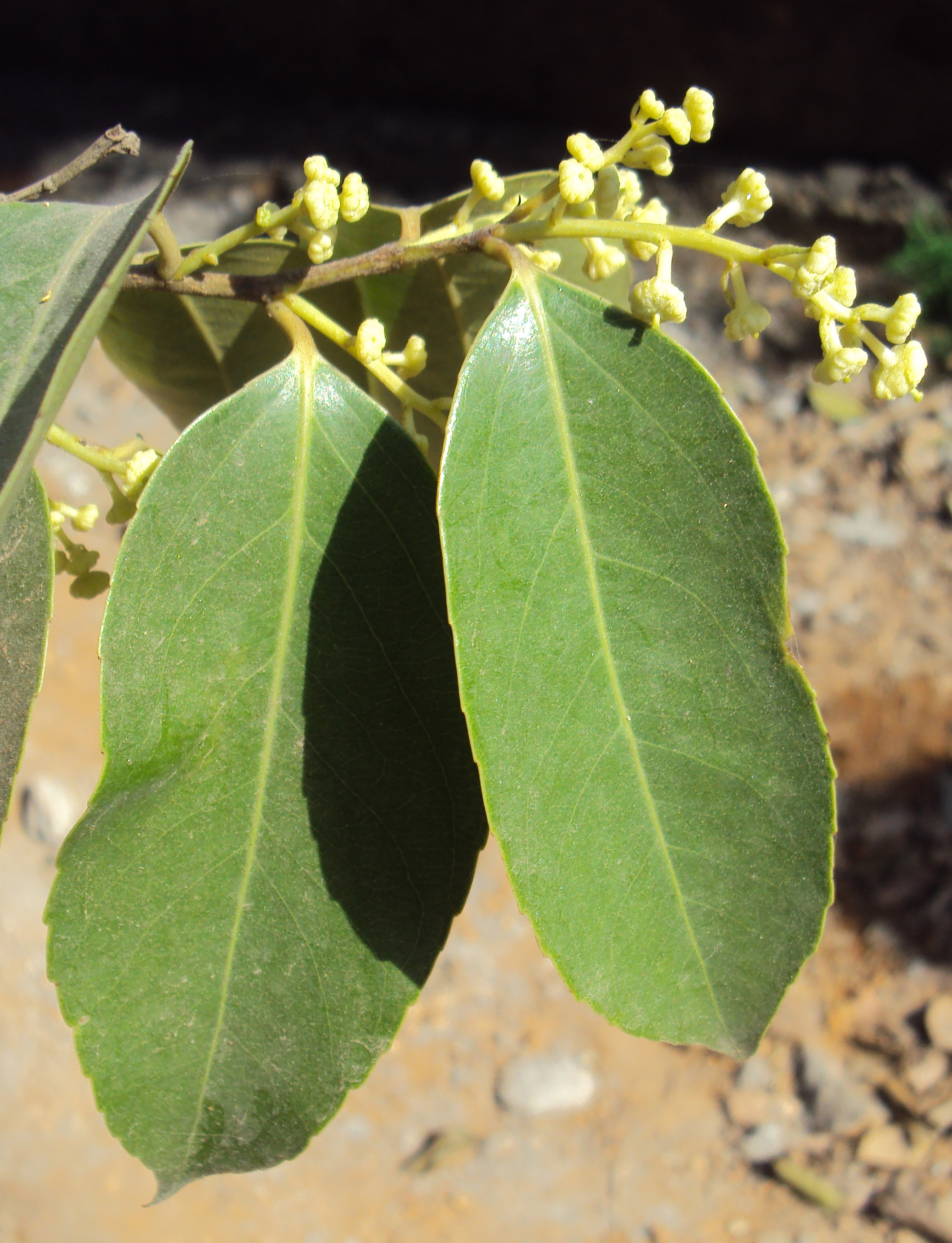
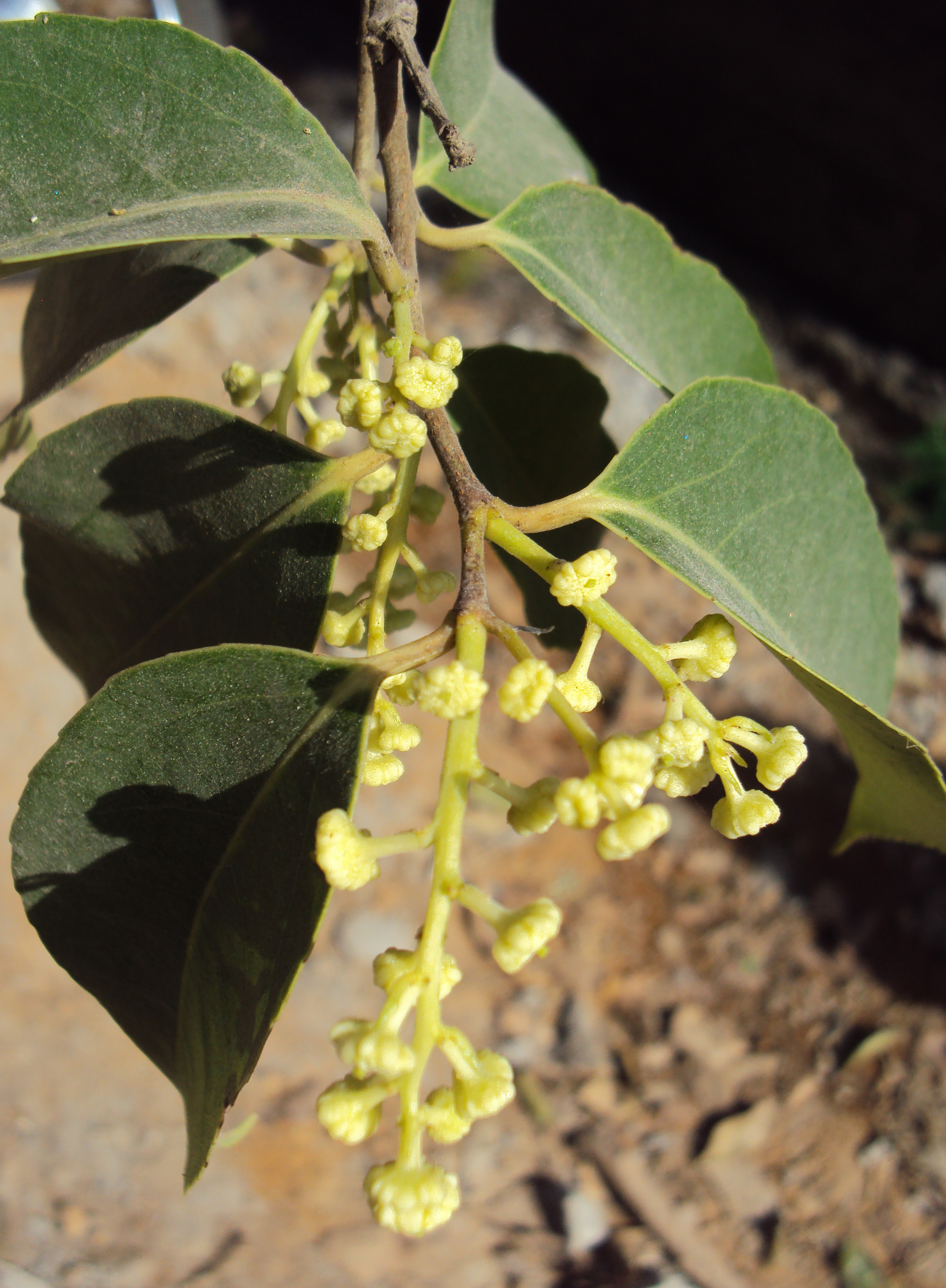
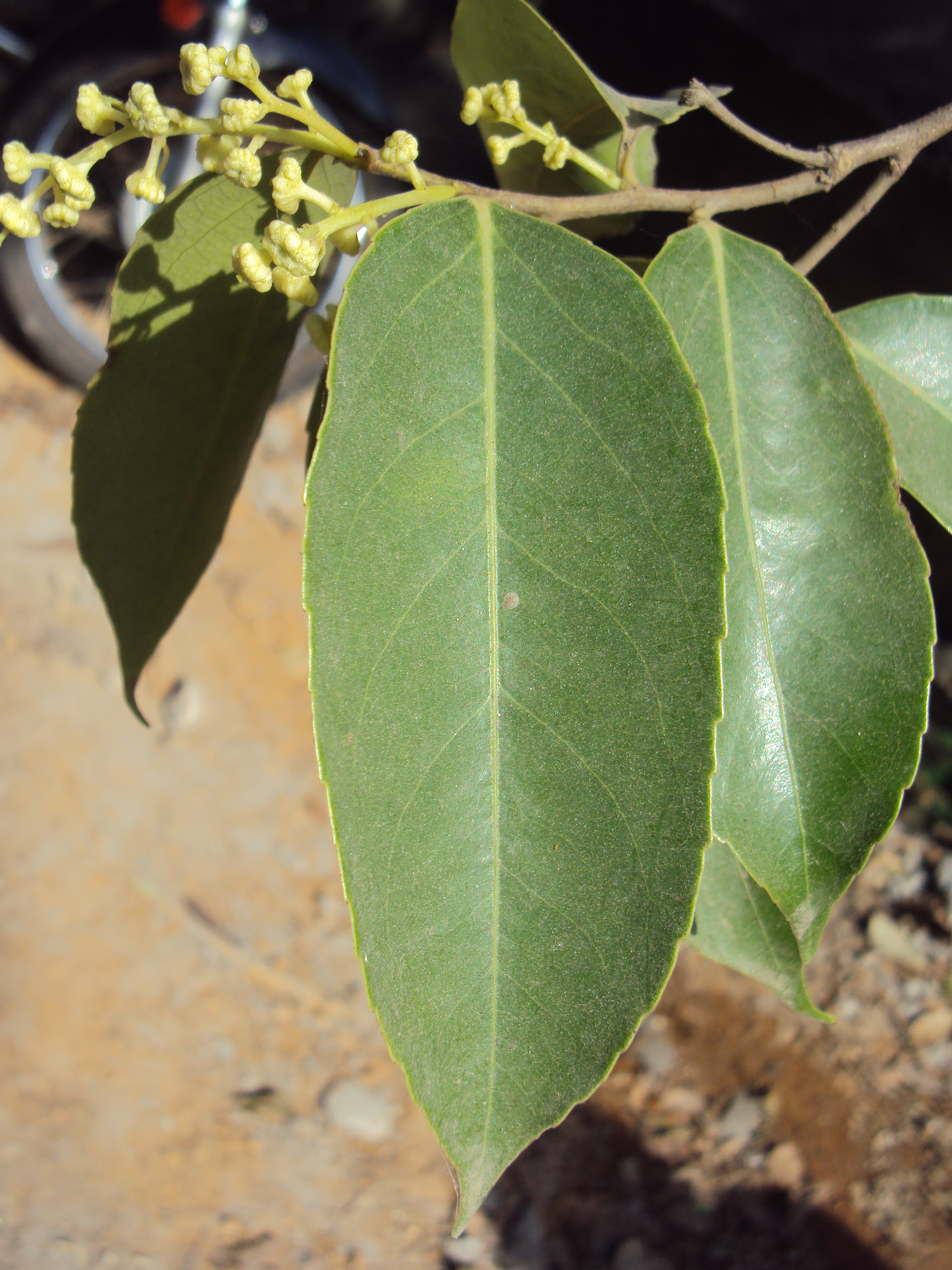